# Damian Ibarguren Gauthier

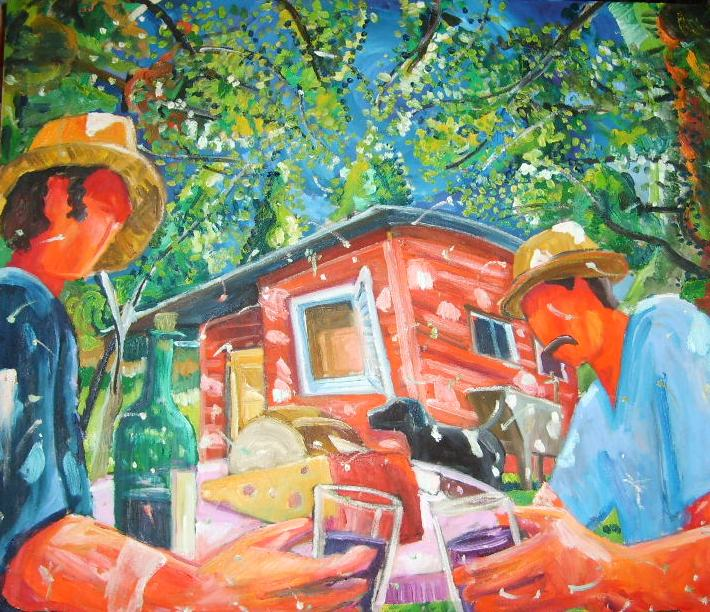
Los sombreros

Damián Ibarguren Gauthier, peintre et muraliste uruguayen. Il naît à Fray Bentos (Río Negro, Uruguay) en 1970.

## Biographie
Son enfance se passe entre l’Amérique du Sud (1970-1980) et l’Europe (1980-1985) : 
De 1975 à 1980, on l'installe en Argentine avec sa grand-mère, d’abord au Paraná et ensuite à Buenos Aires (San Justo), où il débute sa scolarisation.  
De 1980 à 1985, il habite avec ses parents et sa petite sœur à Ronneby, en Suède, où son père lui donne ses premiers cours de dessin et de peinture, étant peintre lui aussi. De plus, il participe à plusieurs ateliers de peinture dans le milieu scolaire. La passion pour l’art est un don familial, ce qui l’a sans aucun doute rapproché de la peinture.
En 1985, après le retour à la démocratie uruguayenne, Damián retourne à Fray Bentos avec sa famille. Il déménage à Montevideo en 1990 pour rentrer à la Faculté d’Architecture. Il travaille maintenant depuis 1993 en tant que dessinateur industriel, modeleur 3D et animateur informatique.
Ibarguren est un peintre autodidacte: il s'est formé grâce à des ateliers de dessin et de peinture, à Montevideo avec Lilyan García (2005-2006), à Buenos Aires avec Marcela Corti (2007-2009) et à Caracas (Venezuela) au Musée des Beaux-Arts avec Abilio Padron (2009-2010). 
La plupart de ses premières œuvres ont été peintes sur carton, mais il travaille maintenant à l'huile sur toile.
Pendant ces 10 années de peinture, il a réalisé des expositions individuelles et collectives en Uruguay, Argentine, Suède, Espagne, Irlande et Liban. 
Certains de ses tableaux sont actuellement exposés dans des galeries d’Irlande, d’Espagne et d’Argentine.
Il a aussi réalisé plus d'une vingtaine de peintures murales en Uruguay, ce qui lui permet de gagner un prix de l’ONU en 2008, et deux au Liban.
Damian gagne deux prix lors du concours organisé par l'ONU, pour le 60e anniversaire de la Déclaration universelle des droits de l'homme:
Il a d'abord travaillé sur la façade principale de l’église d’Algorta (Uruguay), et a ensuite réalisé une fresque à Puntas de Arroyo Negro, sur la façade du magasin principal. Ces peintures murales sont deux des cinq finalistes sur un total de 130 fresques présentées à l'échelle nationale.

## Expositions individuelles
- Octobre 2013

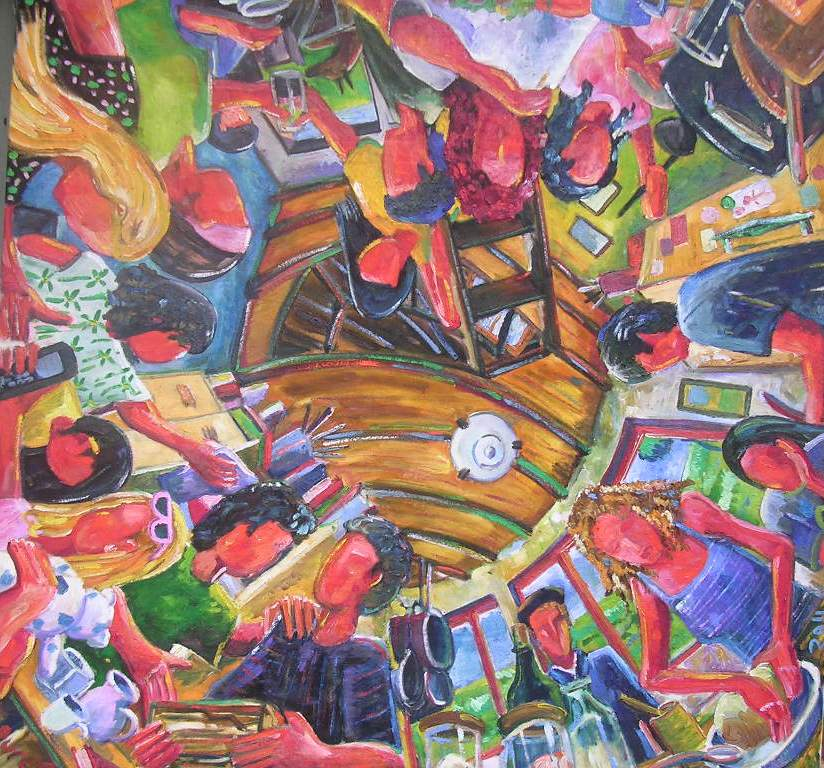
Mi sueño

« Rêves en couleurs depuis l’Uruguay » Université Saint-Esprit de Kaslik - Liban 
- Septembre 2012

« En rentrant, il y a maman » Palais Législatif, Montevideo - Uruguay
- Août 2012

« En rentrant, il y a maman » Association Espagnole de Florida - Uruguay
- Juillet 2012

« Cartes postales d’un monde heureux » Restaurant La Crêperie, Montevideo - Uruguay
- Août 2011

« En rentrant, il y a maman » Mairie, Nuevo Berlín - Uruguay
- Juin 2011

« En rentrant, il y a maman » Terminus de Fray Bentos - Uruguay
- Mai 2011

« En rentrant, il y a maman »	Centre culturel Florencio Sánchez. Avec le soutien de l’Intendance du département de Montevideo - Uruguay
- Juillet 2010

« Les yeux » Restaurant La Crêperie, Montevideo - Uruguay
- Janvier 2010

« Expo Art de Pointe »	École Publique, Punta del Este - Uruguay
- Juin 2009

« Le Musée Solari » Musée Municipal L. Solari, Fray Bentos - Uruguay
- Décembre 2008

« Cartes postales d’un monde heureux » Restaurant La Crêperie, Montevideo - Uruguay
- Octobre 2007

« À Dolores » Association Agricole puis Centre Culturel « El Vitral », Dolores - Uruguay
- Septembre 2006

« La Porte de Saint-Jean » Galerie Puertas de San Juan, Montevideo - Uruguay
- Juin 2004

« Ronneby » Galerie Oliviagården, Ronneby - Suède
- Avril 2004

« À Fray Bentos » 	Théâtre « Sin Fogón », Fray Bentos - Uruguay
- Juin 2003

« Deuxième Exposition » Centre Culturel Pachamama, Montevideo - Uruguay
- Mars 2003

« Première Exposition » 	Galerie « Las Casernas », Montevideo - Uruguay

## Expositions collectives
- Avril 2008

« Jason’s Gallery » Galerie Down Town, Killarney Co., Ferry - Irlande
- Octobre 2006

« F.A.I.M. 2006 »	Salon d’Art Indépendant, Madrid - Espagne
- Septembre 2006

« À Buenos Aires »  Galerie « Desde la plástica », Buenos Aires - Argentine

## Fresques
- Décembre 2013

« La table du bonheur » 5 m x 3 m. Façade d'un particulier, sur invitation de la commission de "20 años en un año" ("20 ans en un an"), San Gregorio de Polanco, Tacuarembó - Uruguay
- Novembre 2013

« Le Monde »  7 m x 5 m. École de Casa Blanca, Paysandú - Uruguay
- Octobre 2013

« Uruguay » 4 m x 2,5 m. L’École d’Uruguay de Jisr el-Wati - Liban.
- Octobre 2013

« Libanais en Uruguay » 4 m x 3 m. Place centrale de Dar Baachtar - Liban.
Lors de l’Accord de Jumelage entre Dar Baachtar et Pando (Uruguay).
- Mai - Juin 2013

« Ouverts à un Futur Heureux » 30 m x 6 m. 	Façade principale de l’école no 61 pour la célébration de son centenaire, Montevideo - Uruguay
- Avril 2012

« L’Arbre » 8 m x 3 m. Sur le mur des bureaux du « Plan ensembles » pour les jeunes volontaires du groupe « Hormiguero », Montevideo - Uruguay
- Décembre 2011

« Le fleuve Uruguay » 2 m x 4 m. Façade principale de l’école no 5, Fray Bentos - Uruguay
- Novembre 2011

« La petite maison » 2,5 m x 2,5 m. Dans un refuge pour garçons, avec El Instituto del Niño y Adolescente del Uruguay (Institut de l'Enfant et de l'Adolescent de l'Uruguay), Fray Bentos - Uruguay
- Juillet 2011

« Futur, Liberté, Éducation et Travail » 4 morceaux de 3 m x 3 m. Sur le mur du Centre Démocratique pour son bicentenaire, Nuevo Berlín - Uruguay
- Juillet 2011

« Les Rameurs » 7 m x 3 m. Sur le mur du Club des Rameurs pour son 75e anniversaire, Fray Bentos - Uruguay
- Juin 2011

« Le Barbecue à Yacaré » 17 m x 2,5 m. Sur un mur près du port, à la demande du magasin « Tienda Yacaré », Montevideo - Uruguay
- Mars - Avril 2011

« Éducation et Travail » 35 m x 2,7 m. Sur le mur du Comité Paco Espinola du quartier Sayago, Montevideo - Uruguay
- Février 2011

« Caravane 1970 » 35 m x 7 m. Sur un mur en face du Palais Législatif. À la demande des Jeunes du Parti « Frente Amplio », Montevideo - Uruguay
- Octobre 2010

« Images de la campagne » 12 m x 2,5 m. Sur mur du Comité « Allende - Cavanni » dans le quartier La Comercial, Montevideo - Uruguay
- Octobre 2009

« Vérité et Justice » 30 m x 3 m. Sur un mur pour une campagne de dérogation de loi, Montevideo - Uruguay
- Juillet 2009

« Bienvenus camarades » 3,5 m x 2,5 m. Sur mur intérieur d’un comité de la ville d’Algorta, Río Negro - Uruguay
- Octobre 2008

« Magasin à plusieurs secteurs » 3 m x 4 m.	Récompensé par l’ONU
Sur façade  extérieure de l’église d’Arroyo Negro, Paysandú - Uruguay
« À l’église » 10 m x 3 m.	Récompensé par l’ONU
Sur façade extérieure de l’église d’Algorta, Río Negro - Uruguay
- Septembre 2008

« Nous sommes ici, camarades » 8 m x 4 m. Sur un rideau de fond pour le « Teatro de Verano », Montevideo - Uruguay
- Juillet 2008

« Redoubler d’efforts » 4 m x 3 m.	Sur mur intérieur d’un comité de Fray Bentos - Uruguay
- Novembre 2007

« La cour de Cuqui » 12 m x 2,5 m.	Sur la façade d’une maison, Fray Bentos - Uruguay

## Événements
- Mai 2012

Rencontre artistique « Casa Blanca spatiale »:
Participation à la rencontre internationale de peintures, peintures murales et sculptures réalisées à Casa Blanca, Paysandú - Uruguay.
Participation de 70 peintres venus d’Argentine, du Venezuela et d’Uruguay.
- Octobre 2008

Rencontre artistique « Duels entre peintres »:
Organisation et participation à la première rencontre internationale de peinture réalisée à Piedras Coloradas, Paysandú - Uruguay.
Participation de 32 peintres venus d’Argentine, du Chili et d’Uruguay.

## Publications
- Revues:

Arte y diseño. Auteur: Hugo García Robles, février 2008, Uruguay.
- Livres:

Panegírico de la obra de un amigo pintor. Auteur: Daymán Cabrera, Vintén Editor, 2004, Uruguay.
Couverture du livre “Amarillo en el Sur”, de l'écrivaine Chilienne Marjorie Mardonez Leiva.
- Journaux:

"Nota sobre primera exposición en Fray Bentos" (Article sur la première exposition à Fray Bentos), El Rionegrense, mars 2004, Uruguay.
- Pages web:

Entrevista a Damián Ibarguren (Interview à Damian Ibarguren) par José Jorge sur Heteroismo.com.uy, juin 2009.
Jugar con los colores, jugar a los colores (Jouer avec les couleurs, jouer aux couleurs) par Marcos Ibarra sur Vadenuevo.com.uy, mai 2013.